# Napomyza vivida
Napomyza vivida este o specie de muște din genul Napomyza, familia Agromyzidae, descrisă de Spencer în anul 1965.
Este endemică în Lesotho. Conform Catalogue of Life specia Napomyza vivida nu are subspecii cunoscute.